# Paramilitarismo en Chiapas
El fenómeno del Paramilitarismo en Chiapas se refiere a la acción de grupos armados organizados en contra de organizaciones sociales y guerrillas en el estado mexicano de Chiapas. Estos grupos armados comenzaron a formarse en 1995, perpetrando varios actos de violencia en la década de los 90´s. Si bien durante los años 2000 varios grupos paramilitares se empezaron a desmovilizar o cesar sus actividades, durante la presidencia de Andrés Manuel López Obrador han venido aumentando las actividades de grupos paramilitares en contra de la población indígena, advirtiendo un nuevo estallido de violencia en la región.

## Antecedentes
El uso de organizaciones para policiales es una práctica que se puede rastrear desde inicios de la guerra sucia.
Ejemplo de esto son el Batallón Olimpia bajo el mando del general Luis Gutiérrez Oropeza y fue integrado por elementos del Estado Mayor Presidencial y la Dirección Federal de Seguridad, la Policía Judicial Federal, la Policía Judicial del Distrito Federal y la Inspección Fiscal Federal, responsable de la Operación Galeana. 
Otro ejemplo es el de los Halcones, según el diplomático Jack B. Kubisch «son un grupo represivo oficialmente financiado, organizado, entrenado y armado, cuyo propósito principal desde su fundación en septiembre de 1968 ha sido el control de los estudiantes de izquierda y antigobierno.» Kubisch también aclara que la existencia y funciones de los Halcones era bien conocida entre los principales oficiales políticos y de justicia en el gobierno mexicano.

## Inicio y formación
Una de las principales razones para el nacimiento del paramilitarismo en Chiapas fue la histórica disputa por los territorios y más recientemente el inicio del conflicto con el Ejército Zapatista de Liberación Nacional.
A raíz del Levantamiento zapatista, y la posterior militarización del estado de Chiapas, los primeros grupos paramilitares que aparecieron en el estado de Chiapas en marzo y abril de 1995, fechas donde se promulga la Ley de Concordia y Pacificación para una Paz Justa y Digna en Chiapas. La ley fue creada con el fin de llegar a una resolución pacífica al conflicto, siendo una de las principales partes, reducir las intervenciones directas del ejército.
Este inciso fue bien aprovechado por las organizaciones paramilitares nacientes para actuar con impunidad, mantener el statu quo en la región. Los paramilitares en el estado fueron la principal fuerzas contrainsurgente que permitió enfrentar y debilitar a las comunidades pro-zapatistas. Este modelo de combate contra el EZLN viene descrito en el documento Plan de Campaña Chiapas 94 (emitido desde la VII Región militar ubicada en Tuxtla Gutiérrez), el cual detalla como desgastar la base político militar de la guerrilla sin la necesidad de usar directamente a las fuerzas armadas. En el mismo Plan de Campaña Chiapas 94, uno de los principales modo de captar nuevos miembros era identificar viejos conflictos entre vecinos y comunidades, e intensificarlos con la creación de grupos irregulares, esto para evitar la cohesión entre las distintas localidades, un modelo inverso al propuestos por los caracoles zapatistas. De manera paralela a la actividad paramilitar, el gobierno federal desplego mediante abastecimiento de recursos básicos, atención médica, construcción de infraestructura pública como escuelas, hospitales, y carreteras, la mejora de servicios públicos como agua y electricidad, establecimiento de más puestos laborales y mejorar la seguridad policiaca.
Estas organizaciones están compuestas por caciques locales, asociaciones ganaderas, empleados ganaderos, delincuentes, funcionarios municipales, estatales y federales (históricamente los afiliados al Partido Revolucionario Institucional), fuerzas de seguridad pública municipal y estatal. Comúnmente fueron organizados, coordinados y financiados por elementos del ejército mexicano (sobre todo por el Centro de Investigación y Seguridad Nacional). También estas organizaciones se financiaban con recursos federales y estatales, ya que estos grupos legalmente estaban registradas como organizaciones productoras o campesinas.

## Grupos armados
Para el año 1999, existían alrededor 12 grupos paramilitares en 20 municipios del estado de Chiapas, y para el 2000 ya se confirmaban 15 (diez grupos están identificados como paramilitares, y otros cinco grupos más irregulares estaban integrados por civiles armados), todas operando en zonas con fuerte control militar. 
Algunos grupo son los Frente Civil, Los Tomates, Los Plátanos, Los Chentes, Priistas Armados, Los Puñales, Alianza San Bartolomé de los Llanos, Los Quintos. De esos grupos cuatro son los más importantes, Los Chinchulines, Máscara Roja y el Movimiento Indígena Revolucionario Antizapatista (MIRA), Desarrollo, Paz y Justicia.

### Desarrollo, Paz y Justicia
Desarrollo, Paz y Justicia fue uno de los primeros grupos paramilitares armados por el gobierno mexicano, nació en el ejido El Limar, en marzo de 1995, siendo encabezado por el diputado priísta Samuel Sánchez Sánchez, y recibiendo apoyo de autoridades locales y estatales.
La mayoría de sus miembros pertenecen al PRI y la asociación ganadera Solidaridad Campesino Magisterial (Socama). Este grupo fue uno de los principales grupos señalados por agrupaciones de derechos humanos y prozapatistas de atacar y amenazar poblaciones civiles, señalada de ser la culpable  homicidios, más de 122 desapariciones y 4 mil desplazados en la región. También este grupo se confirmó que fue financiado por el exgobernador Julío César Ruiz Ferro con cerca de 4 millones de pesos, ya que el grupo legalmente era descrito como una "organización productora". El grupo controló las localidades de Tila, Sabanilla, Tumbalá, Salto de Agua, Palenque, Yajalón y Chilón. Para junio del 2000, oficiales del ejército y la Policía Federal irrumpieron en la zona, realizaron varios operativos en las regiones Norte, Altos y selva de Chiapas, esto para decomisar armas y disminuir la influencia de los paramilitares en la región.
No fue hasta el 15 de febrero del 2005 cuando el diputado Samuel Sánchez Sánchez fue arrestado por su participación en homicidios de partidarios del movimiento zapatista en los años 90´s, además se confirmó que algunos exfuncionarios estatales y locales estaban siendo investigado  por haber financiado a Paz y Justicia o no haber actuado a tiempo contra miembros de Paz y Justicia. Sánchez Sánchez había sido arrestado anteriormente en el año 2000, después de una toma de un municipio. A pesar del arresto de su dirigente, y la inactividad del grupo en el nuevo milenio, en diciembre de 2015, habitantes de la comunidad La Tila acusaron al presidente municipal Édgar Leopoldo Gómez Gutiérrez de rearmar al grupo Paz y Justicia, siguiendo en activo para el año 2020, según el periódico La Jornada.

### Los Chinchulines
Los Chinchulines (originalmente llamados Frente Juvenil Revolucionario Luis Donaldo Colosio), fundado por el exdiputado priista Rafael Cevallos Cancino y contó con el apoyo del entonces gobernador Elmar Setzer, ligado a Paz y Justicia. Este grupo usaba armas exclusivas del ejército y uniformes de instituciones de seguridad pública, además de perseguir y hostigar a las comunidades y simpatizantes zapatistas, además de hostigar las comunidades como presuntas aliadas del EZLN y romper la comunicación entre el ejército zapatista y las comunidades de la región norte de la selva. Los Chinchulines manejaban las localidades Chilón, Yajalón, Ocosingo y Palenque. Se cree que el grupo esta activo desde 1988, siendo su centro de entrenamiento el predio Joibé, en Chilón, localizado en el municipio homónimo. La acción del grupo se ha dirigido contra militantes de PRD, la Misión de los Jesuitas en Bachajón y la Organización Campesina Arriera Nocturna (OCAN).
El 22 de octubre de 1994 en el municipio de La Concordia, Chiapas, ocurrió una masacre que se produjo poco después del levantamiento del EZLN en enero de ese mismo año, y en un contexto de tensión y conflicto en la región.

### Movimiento Indígena Revolucionario Antizapatista
El Movimiento Indígena Revolucionario Antizapatista (MIRA) fue otro grupo formado en el seno del PRI, usando con frecuencia armas exclusivas del ejército e intensificaban los conflictos agrarios y políticos en las zonas de influencias zapatista, siendo fundado por el expresidente municipal de Oxchuc y el exdiputado federal priista Norberto Sántiz. Operó y entrenó en un enclave estratégico donde colindan cuatro municipios Huixtán, Oxchuc, San Juan Cancuc y Chanal.
Uno de los episodios más polémicos del MIRA, fue el 12 de noviembre del 2000 en Chenalhó, cuando miembros de la Procuraduría General de la República (PGR), las cuales no pudieron concluir un operativo emprendido que buscaba catear 22 viviendas, con el fin de encontrar asegurar armas de presuntos paramilitares del MIRA. En este enfrentamiento, miembros de las fuerzas de seguridad, se enfrentaron a comunidades como las X'oyep y Yibeljoj, dejando como saldo 2 indígenas heridos de bala, un agente del Ministerio Público Federal y más de 20 personas fueron heridas.

### Máscara Roja
Organización paramilitar entrenada y financiada por el ejército mexicano, y nutrida por los cuerpos de Seguridad Pública Estatal, funcionarios públicos priistas y miembros del Partido del Frente Cardenista.
Esta organización fue creada al paralelo de los diálogos de San Andrés.
El grupo es conocido mayormente por haber sido el perpetrador de la masacre de Acteal, el cual ocurrió el 22 de diciembre de 1997, durante el acontecimiento fueron atacados indígenas tzotziles de la organización "Las Abejas", que se encontraban rezando en el interior de una iglesia cristiana protestante de la localidad. El resultado fueron 45 muertos, incluidos niños y mujeres embarazadas. Mientras el gobierno mexicano calificó la masacre como un conflicto étnico entre comunidades, los opositores y grupos defensores de derechos humanos la consideraron como parte de una estrategia del gobierno para desarticular la base social de la localidad de Acteal. El crimen oficialmente fue castigado, pero diversas fuentes jurídicas consideran que el procedimiento policial y judicial fue altamente inadecuado, por lo que la comunidad sigue exigiendo garantías, ya que el crimen permanece impune.  Su bastión eran los municipios de Chenalhó, Larráinzar, Chamula y Pantelhó. Se ha mencionado que las armas usadas por el grupo fueron trasladadas y entregadas fueron entregados por miembros del PRI y entrenados por elementos del ejército mexicano.
A finales de 2012, la organización civil Las Abejas alertan a la sociedad y medios de comunicación de una reorganización de la organización paramilitar "Mascara Roja", los cuales habían empezando a amenazar a organizaciones civiles o manifestantes .

## Ataques en Oxhuc de 2018
El 25 de enero de 2018, hombres armados conformado por supuestos simpatizantes de la polémica alcaldesa de Oxhuc, María Gloria Sánchez (perteneciente al Partido Verde Ecologista de México), atacaron a tiros a un grupo de civiles cerca de una escuela primaria en el paraje Piedra Escrita, el cual dejó tres muertos y 17 civiles heridos y cerca de 20 desaparecidos. Además del ataque se registraron ataques a casas, incendios provocados, desalojos de escuelas y hospitales, así como desplazamientos forzados en varios puntos del municipio. La población civil y organizaciones locales advirtieron a las autoridades que tomarían la justicia por sus propias manos si en 72 horas no detienen a los responsables del hecho, siendo detenidos tres sujetos el día 28 de enero. La CNDH se pronunció por estos ataques, solicitando la rápida intervención del gobierno estatal y federal para evitar la agudización del conflicto.
También los habitantes de Oxhuc amenazaron al gobierno federal de que no dejaran la instalación de las casillas de votación de cara a las elecciones del 2018.